# Ізобутанол
 Ізобутанол (номенклатура IUPAC: 2-метилпропан-1-ол) це органічна сполука з формулою (CH3)2CHCH2OH. Ця безбарвна, легкозаймиста рідина з характерним запахом, використовується в основному як розчинник. Його ізомери, інші бутаноли, включають  n  - бутанол, 2-бутанол і трет-Бутанол. Всі вони мають промислове значення.

## Виробництво
Промислове отримання ізобутанолу зводиться до використання трьох основних методів:
- Карбонілювання пропену (оксосинтез),
- Каталітичне гідрування оксиду вуглецю (II),
- Реакції гомологізації [2].

Перший метод ґрунтується на реакції пропілену з монооксидом вуглецю і гідрогеном в присутності кобальтового каталізатору при температурі 100-180 °C і тиску 20-30·106 Па. При цьому в якості продуктів одночасно утворюється бутаналь та ізобутаналь, співвідношення яких в даних умовах становить 3:1. Сучасні процеси, в яких застосовується каталізатор на основі модифікованого родію, мають велику селективність, даючи 92-95% бутаналю. У той же час використання немодифікованого родію призводить до 50% вмісту ізобутаналю в кінцевій суміші продуктів. Подальше гідрування ізобутаналю дає ізобутіловий спирт .
Ізобутанол може бути також отриманий реакцією пропілену з монооксидом вуглецю і води. Даний процес був розроблений Реппе в 1942 році. В ході цієї реакції спирт утворюється безпосередньо з алкену, проте, як і в разі першого методу, утворюється суміш двох ізомерних спиртів .
Компанія BASF розробила спосіб отримання ізобутилового спирту, заснований на каталітичному гідруванні монооксиду вуглецю і призводить до утворення суміші, що містить 50% метанолу і 11-14% ізобутанолу, а також інші продукти. BASF припинила виробляти ізобутиловий спирт цим методом після розробки оксосінтезу і нафтохімічного шляху синтезу ізобутанолу .

## Фізичні властивості
Ізобутиловий спирт - це  безбарвна горюча рідина з характерним запахом. Він змішується з більшістю органічних розчинників. Його розчинність в воді становить 8,5% мас. при 20 °C; 7,5% мас. при 30 °C, тоді як концентрація насиченого розчину води в ізобутиловому спирті становить 15% мас. при 20 °C і 17,3% мас. при 30 °C. Ізобутиловий спирт утворює  азеотропні суміші з  водою і толуеном, що містять 67-70% і 44,5% ізобутилового спирту і киплячі при 89,8 °C і 101,2 °C відповідно .

## Хімічні властивості
Дегідратація ізобутилового спирту проводиться в промислових масштабах. Її проводять у присутності γ-оксиду алюмінію при 300-350 °C з практично повною конверсією і виходом ізобутилену більше 90%. Ізобутиловий спирт може бути  дегідрований в присутності оксиду марганцю(IV) MnO2,  оксиду селену(IV) SeO2 і навіть у відсутності окислювачів. Він перетворюється в  ізомасляну кислоту під дією стандартних окислювачів. У присутності кислотних каталізаторів ізобутанол може утворювати складні ефіри з  карбоновими кислотами .

## Застосування
Ізобутиловий спирт застосовується в різних областях і, завдяки низькій вартості, може служити заміною бутанолу-1. Він використовується в якості розчинника, добавки до нітроцелюлози та гуми, осушувача, компонента чорнила для друку .

## Безпека
Найнижча опублікована летальна доза для ізобутилового спирту становить 2460 мг/кг (щури, перорально) та 3400 мг/кг (кролики, через шкіру), що свідчить про низьку токсичність при локальній дії. Летальна концентрація становить 1330 мг/л (риби, 96 год.). Наркотична доза для мишей дорівнює 6400 м.ч. протягом 136 год. Ізобутиловий спирт викликає подразнення слизової очей і шкірних покривів у кроликів. Дослідження показали, що ізобутіловий спирт може мати канцерогенну дію .